# 도로지도

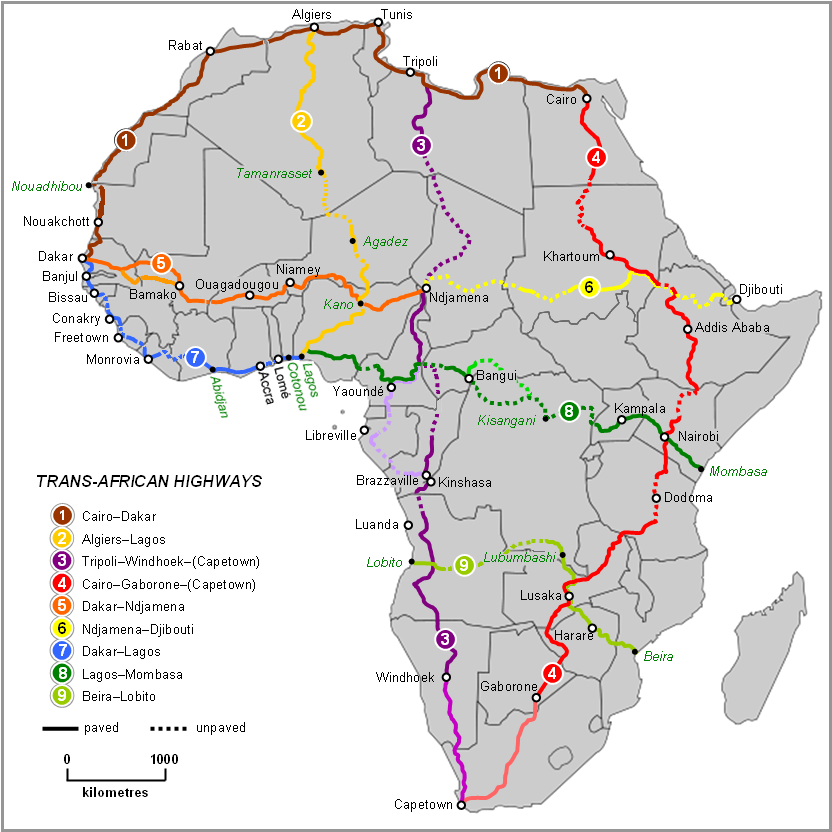
범아프리카 고속도로망 지도

도로지도(road map) 또는 거리지도(street map)는 자연지리학적 정보보다는 주로 도로와 교통망을 표시하는 지도이다. 일반적으로 정치적 경계와 라벨이 포함된 항해 지도의 한 유형이며, 따라서 정치 지도의 한 유형이기도 하다. 도로와 경계 외에도 도로 지도에는 유명한 사업체나 건물, 관광지, 공원 및 레크리에이션 시설, 호텔 및 레스토랑, 공항 및 기차역과 같은 관심 지점이 포함되는 경우가 많다. 도로 지도는 자동차가 아닌 교통 경로도 기록할 수 있지만, 일반적으로 이러한 경로는 노선도에서만 찾아볼 수 있다.

## 역사

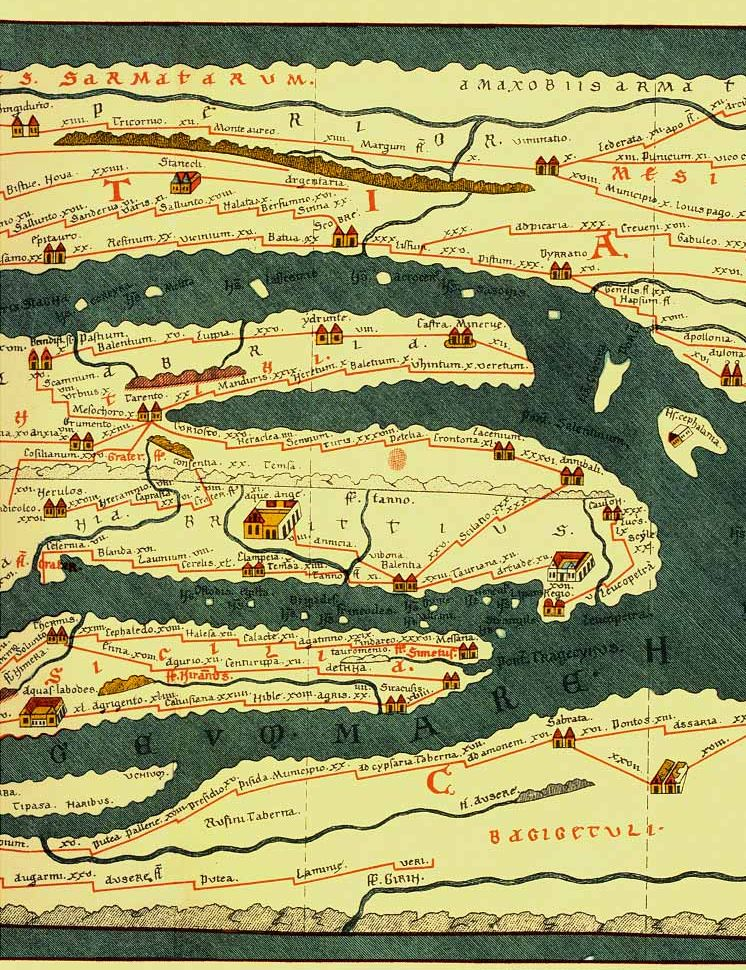
포이팅거 지도의 일부

토리노 파피루스 지도는 때때로 가장 오래된 것으로 알려진 도로 지도로 특징지어진다. 기원전 1160년경에 그려졌으며, 고대 이집트의 테베 (이집트) 동쪽 광산 지역을 통과하는 건천을 따라가는 경로를 묘사한다.
두라-에우로포스 도로 지도는 원본 형태로 보존된 (유럽의 일부) 가장 오래된 지도로 알려져 있다. 기원후 235년경 로마 병사가 방패 가죽 부분에 그린 지도의 파편이다. 흑해 북서부 해안을 따라 여러 마을을 묘사한다.
원래 기원후 약 350년경으로 거슬러 올라가는 두루마리의 사본인 포이팅거 지도는 유럽과 북아프리카에서 서아시아에 이르는 고대 로마의 도로망인 쿠르수스 푸블리쿠스의 범위를 나타낸다. 이 지도는 매우 도식적이며, 지중해를 아주 좁게 압축하고 이탈리아 반도를 동서로 달리도록 배치한다.
약 1360년경으로 거슬러 올라가는 고프 지도는 그레이트브리튼섬에서 가장 오래된 도로 지도로 알려져 있다.
1500년에 에르하르트 에츨라우프는 중세 중앙유럽의 첫 번째 도로 지도로 알려진 "롬-베그(Rom-Weg)" 지도를 제작했다. 이 지도는 "1500년 성스러운 해"를 맞아 종교 순례자들이 로마에 도달하는 데 도움을 주기 위해 제작되었다.
1675년에 존 오길비는 주요 경로별 스트립 맵 형태로 브리타니아 지도책을 발행했다. 100개의 스트립 도로 지도가 표시되어 있으며, 지도의 사용에 대한 추가 조언, 표시된 도시에 대한 참고 사항, 이름 발음 등을 제공하는 양면 텍스트 페이지가 함께 제공된다. 도로는 측량사의 바퀴를 사용하여 측정되었으며, 오길비의 혁신인 1 법정 마일당 1인치(1:63,360)로 그려졌다. 지도에는 언덕, 다리, 나루터의 구성과 도시의 상대적 크기와 같은 세부 정보가 포함되어 있다.
미국 자동차 협회는 1905년에 첫 도로 지도를 제작했는데, 뉴욕주 스태튼 아일랜드의 도로를 묘사한 손으로 그린 리넨 지도였다. 1년 후, AAA는 "공식 오토모빌 블루 북"의 공식 후원사가 되었다. 이 책은 보스턴, 뉴욕, 볼티모어, 워싱턴, 필라델피아를 아우르는 일반 도로 지도의 첫 번째 모음집이었으며, AAA 비서 찰스 하워드 길레트가 만들었다. AAA는 1906년에 투어링 정보국을 설립하여 회원들에게 도로, 호텔, 서비스 시설 및 자동차 법규에 대한 모든 사용 가능한 데이터를 제공했다. 1911년에 AAA는 뉴욕에서 플로리다주 잭슨빌까지의 경로를 자세히 설명하는 스트립 지도 책자인 첫 주간 지도인 "선셋 트레일"을 제작했다.

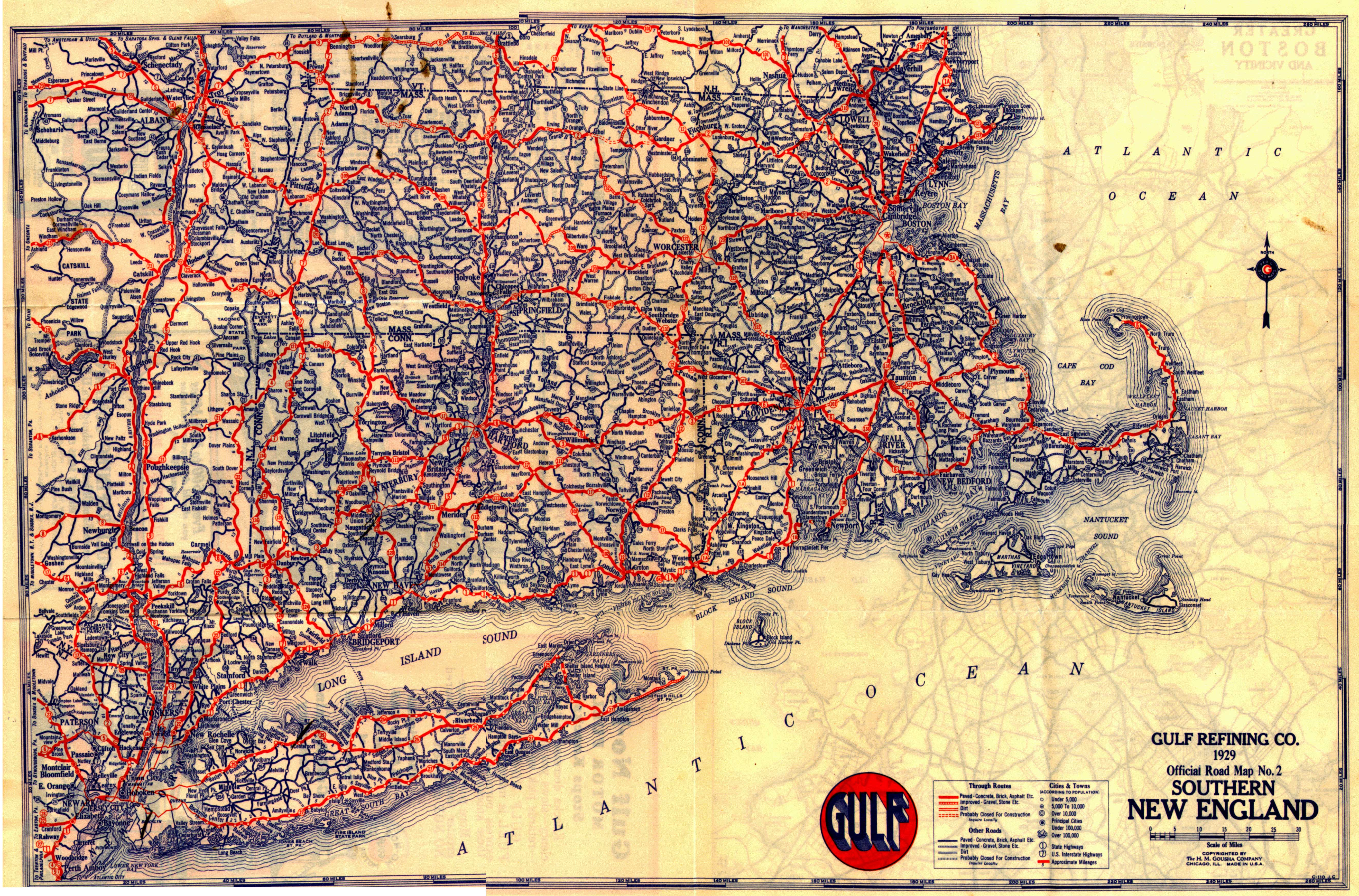
1929년 걸프 오일을 위해 구샤가 제작한 뉴잉글랜드 지도

랜드 맥날리의 첫 도로 지도인 뉴욕시 및 주변 지역의 새 자동차 도로 지도는 1904년에 출판되었다. 구샤는 1926년에 랜드 맥날리의 전 직원들이 설립했다. 제너럴 드래프팅(General Drafting)은 1909년에 설립되었다. 이 세 회사는 약 1920년부터 1980년까지 주유소에서 배포된 약 80억 개의 무료 지도 대부분을 생산했다. 무료 지도 제공 관행은 1970년대에 상당히 줄어들었다.
첫 미쉐린 지도는 1910년에 제작되었다.
21세기에 GPS 내비게이션과 다른 전자 지도의 등장으로 인쇄된 지도의 사용은 줄어들고 있다.

### 여정 지도(Itineraria)
도로 지도의 대안이자 여러 면에서 선구자였던 것은 도시와 다른 정거장 목록에 중간 거리를 표시한 여정 지도였다. 위에서 언급한 포이팅거 지도는 사실상 시각적 형태의 여정 지도로, 지리적 정확성은 거의 없이 경로와 거리를 제공한다.

## 종류

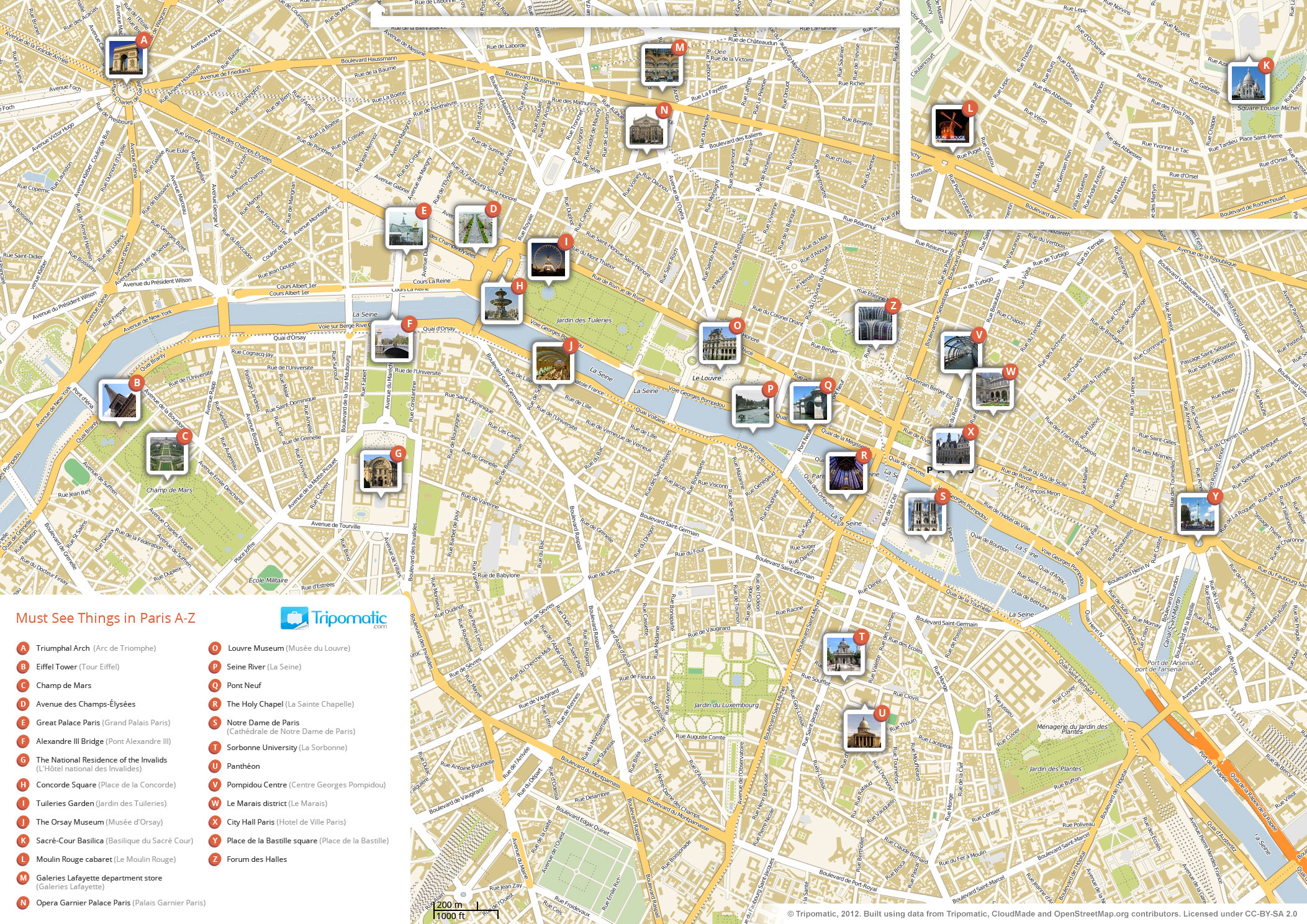
파리 (프랑스)의 거리 지도

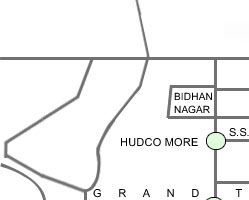
간단한 도식적인 도로 지도

도로 지도는 다양한 모양, 크기 및 축척으로 제공된다. 작은 단일 페이지 지도는 한 지역의 주요 경로와 특징에 대한 개요를 제공하는 데 사용될 수 있다. 접는 지도는 넓은 지역을 다루는 더 자세한 정보를 제공할 수 있다. 전자 지도는 일반적으로 사용자가 지정한 축척, 특징 및 세부 수준으로 지역의 동적으로 생성된 디스플레이를 제공한다.
도로 지도는 또한 단순한 개략도 지도(예: 특정 목적지(예: 사업장)에 도달하는 방법을 보여주는 데 사용됨)부터 복잡한 전자 지도에 이르기까지 복잡성이 다양할 수 있다. 복잡한 전자 지도는 여러 가지 다른 유형의 지도와 정보를 함께 계층화할 수 있다. 예를 들어 지형 3D 위성 이미지 위에 표시된 도로 지도(이것은 구글 어스에서 자주 사용되는 보기 모드임)와 같다.
고속도로 지도는 일반적으로 수십에서 수천 마일 또는 킬로미터에 이르는 중대형 지역 내의 주요 경로에 대한 개요를 제공한다.
거리 지도는 일반적으로 단일 도시 또는 확장된 도시권 내에서 최대 몇 마일 또는 킬로미터의 영역을 다룬다. 도시 지도는 일반적으로 거리 지도의 전문화된 형태이다.
도로 지도첩은 도시만큼 작은 지역부터 대륙만큼 큰 지역까지를 다루는 도로 지도의 모음으로, 일반적으로 책 형태로 묶여 있다. 코일 제본 또는 스파이럴 제본은 도로 지도첩에 인기 있는 형식으로, 평평하게 펼쳐서 사용할 수 있고 마모를 줄일 수 있다. 지도첩은 주어진 국가의 모든 연방주 또는 프로빈스와 같은 여러 개별 지역을 다루거나, 여러 페이지에 걸쳐 자세히 분할된 단일 연속 지역을 다룰 수 있다.

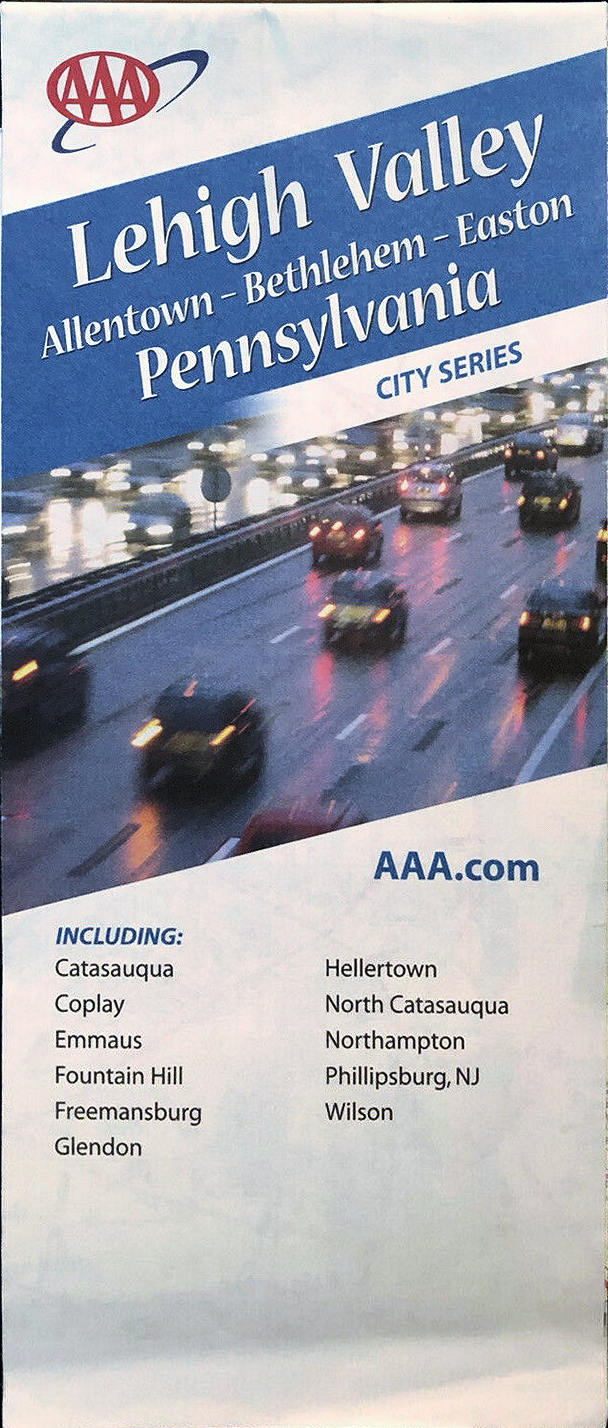
미국 자동차 협회 지도첩

많은 자동차 단체, 특히 유럽 연합, 북아메리카, 오스트레일리아 및 뉴질랜드의 단체들은 도로 지도를 제작한다.
또한, 기차 및 항공사와 같은 많은 운송 회사들은 과거에 "도로" 지도를 발행했는데, 이 경우 일반적으로 "노선도"라고 불렀다. 과거에는 주로 인쇄물로 발행되었지만, 인터넷의 등장 이후 운송 회사들은 비용을 절감하기 위해 종이 자료 대신 인터넷을 사용하여 노선도를 보여주는 경우가 점점 늘고 있다. 많은 오래된 노선도는 이제 수집 가치가 있는 품목으로 간주되며 경매 사이트와 경매장, 골동품점에서 가격이 오르고 있다.

## 일반적인 특징

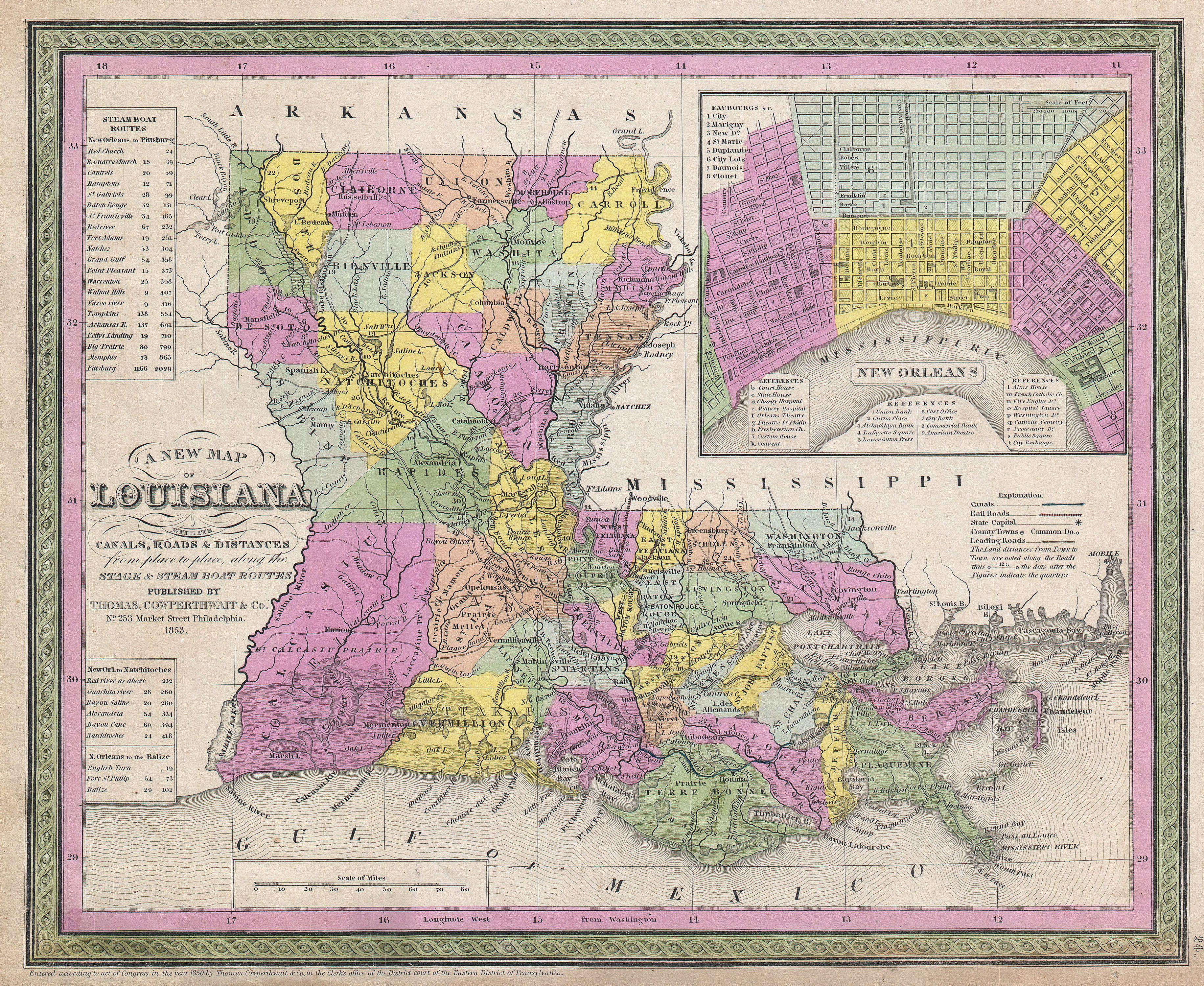
1853년 루이지애나주 지도와 삽입된 뉴올리언스 거리 지도

도로 지도는 일반적으로 주요 간선도로(예: 고속도로 대 표면 도로)와 부차적인 간선도로를 구별하기 위해 주요 도로에 더 두꺼운 선이나 더 굵은 색상을 사용한다.
인쇄된 도로 지도는 일반적으로 지도에 있는 도시 및 기타 목적지의 색인표를 포함하며, 소축척 지도는 종종 거리 및 기타 경로의 색인표를 포함한다. 이러한 색인표는 그리드 참조를 통해 지도상의 지물 위치를 제공한다.
삽입 지도는 연방주 또는 프로빈스 지도에 삽입된 도시 지도와 같이 특정 지역에 대해 더 자세한 정보를 제공하는 데 사용될 수 있다.
종종 도시 쌍 간의 거리를 보여주는 거리 행렬이 포함된다. 이것은 대칭행렬이므로 상위 삼각형만 표시된다.

## 같이 보기
- 자전거 지도
- 선형 참조
- 노선도
- 지오그래퍼스 에이-지 지도 회사
- 영국 지도국
- 시간표
- 항공사 시간표